# Lallemandana australis
Lallemandana australis är en insektsart som beskrevs av Hamilton 1980. Lallemandana australis ingår i släktet Lallemandana och familjen spottstritar. Inga underarter finns listade i Catalogue of Life.